# 6480 Scarlatti
6480 Scarlatti è un asteroide della fascia principale. Scoperto nel 1988, presenta un'orbita caratterizzata da un semiasse maggiore pari a 2,3714951 UA e da un'eccentricità di 0,2274711, inclinata di 2,43980° rispetto all'eclittica.